# Lingua Chiricahua-Mescalero
La lingua Chiricahua-Mescalero (anche conosciuta come Apache Mescalero-Chiricahua) appartiene alla Famiglia linguistica delle Lingue na-dene, sottofamiglia delle Lingue athabaska, ramo Lingue apache. È la lingua parlata dalle tribù dei Mescaleros e dei Chiricahua stanziate in Oklahoma e Nuovo Messico.
Secondo alcuni studiosi le due tribù parlano dialetti diversi di una stessa lingua (es. Ethnologue.com), secondo altri bisogna parlare di due lingue diverse e quindi il Chiricahua-Mescalero sarebbe da considerare come macro-lingua .
La lingua è abbastanza simile alla Lingua navajo ed è stata descritta, in gran dettaglio, dall'antropologo e linguista Harry Hoijer (1904–1976).
Anche Virginia Klinekole, la prima presidentessa donna della tribù Apache Mescalero, è nota per gli sforzi profusi per preservare la lingua.

## Fonologia

### Consonanti
Le 31 consonanti del Mescalero-Chiricahua sono le seguenti:
|                       |                        | Labiali | Alveolari | Alveolari | Laterali | Palatali | Velari | Glottali |
| (serie di affricate.) |                        | Labiali | Alveolari |           |          |          | Velari | Glottali |
| occlusive             | non aspirate           | p       | t         |           |          |          | k      |          |
| occlusive             | aspirate               |         | tʰ        |           |          |          | kʰ     |          |
| occlusive             | eiettive               |         | t'        |           |          |          | k'     | ʔ        |
| occlusive             | prenasalizzate/ sonore | (mb)    | (nd/d/n)  |           |          |          |        |          |
| Nasali                | semplici               | m       | n         |           |          |          |        |          |
| Nasali                | glottalizzate          | (ˀm)    | (ˀn)      |           |          |          |        |          |
| Fricative             | sorde                  |         |           | s         | ɬ        | ʃ        | x      | h        |
| Fricative             | sonore                 |         |           | z         | l        | ʒ        | ɣ (ɣʷ) |          |

### Vocali
Il  Mescalero-Chiricahua dispone di 16 suoni vocalici:
|        |        | Centrali alte | Anteriori medie | Posteriori medie | Centrali basse |
| Orali  | brevi  | i             | e               | o                | a              |
| Orali  | lunghe | ii            | ee              | oo               | aa             |
| Nasali | brevi  | į             | ę               | ǫ                | ą              |
| Nasali | lunghe | įį            | ęę              | ǫǫ               | ąą             |